# Lída Baarová
Lída Baarová, egentligen Ludmila Babková, född 14 september 1914 i Prag, död 27 oktober 2000 i Salzburg, var en tjeckisk skådespelerska. Hon är bland annat känd för Brinnande himmel (1957).
Baarová hade en kort romans med Nazitysklands propagandaminister Joseph Goebbels.